# Kostel Nanebevzetí Panny Marie (Keblov)
Kostel Nanebevzetí Panny Marie v Keblově v okrese Benešov ve Středočeském kraji je původně gotický kostel z konce 13. století. Objekt se nachází na malé návsi ve středu obce. Kostel spravuje Římskokatolická farnost Keblov, příslušející do pražské arcidiecéze. Kostel s ohradní hřbitovní zdí je kulturní památkou České republiky.

## Historie
První zmínka o kostele pochází z roku 1290, od roku 1624 byl filiálním kostelem, který náležel pod farnost v Křivsoudovu. V roce 1787 byla v Keblově zřízená lokálie a v roce 1858 se stal opět farním kostelem. V roce 1895 kostel vyhořel a žár roztavil i zvony. V letech 1895–1897 byl znovu vystavěn a přibyl nový oltář a čtyři zvony. Znovu byl vysvěcen v roce 1897. Hodiny na kostelní věži jsou z roku 1949. Při kostele býval také hřbitov, který však byl v souladu s novou vyhláškou přenesen na nový hřbitov v severní části obce.

## Popis

#### Exteriér
Kostel stojí zhruba uprostřed oválného areálu zrušeného hřbitova, který je ohrazen hřbitovní zdí. Na západní straně hřbitovní zdi je vstupní branka, před níž je umístěn volně stojící litinový kříž na kamenném podstavci. Kostel je jednolodní orientovaná zděná stavba na obdélníkovém půdorysu s hranolovou věží na západní straně a uzavřena trojbokým závěrem s opěráky. Obdélná sakristie je umístěna na severní straně a je kryta pultovou střechou. Kolem lodi a závěru je průběžná korunní římsa. Sedlová střecha kostela je krytá taškami.

### Interiér
Loď o rozměrech 11,2 × 6,54 m má plochý strop a dvě okna prolomena na jižní straně a jedno na severní. Mezi lodí a kněžištěm je vítězný oblouk s rozpětím 3,88 m. Trojboké kněžiště o rozměrech 9,62 × 6,1 m má vysoká okna s kružbami a křížovou žebrovou klenbu o dvou polích. Některé konzoly žeber mají tvar lidské hlavy. Z kněžiště do sakristie vede gotický portál. Sakristie o rozměrech 5,04 × 3,58 m má valenou klenbu. Na západní straně je kruchta. Podkruchtí je zaklenuto valeně. Z původního hlavního oltáře z roku 1677 se dochovala socha Panny Marie. Nový novogotický oltář, kazatelna a zpovědnice pocházejí z roku 1897.

## Věž
Zděná hranolová třípatrová věž je ukončena vysokou jehlanovou střechou. Podvěží má plochý strop a slouží jako vstupní předsíň do lodi kostela. Nad vstupem je okno s půlkruhovým zaklenutím. Ve třetím patře jsou velká okna. Na jižní straně věže je přístavek se šnekovým schodištěm, které vede na kruchtu a věž, krytý pultovou střechou. Ve zvonovém patře je umístěna borová vzpěradlová stolice pro tři zvony vedle sebe.

### Zvony
Do roku 1895 byl ve věži zvon ulitý konvářem Hanušem v roce 1555 a nesl nápis: „Tento zwon udielan gest ke cti a chwale Panu Bohu ku przipominani Blahoslawene Panny Marye 1555 Hanuš Konwarz lil“ Na druhém menším zvonu byl nápis: „Tento zwon gest udr'elan w gmenu Božím a gmenu Matky Bozie“ 
V roce 1900 byly ulity nové zvony Arnoštem Diepoldem z Prahy, tři byly rekvírovány pro válečné účely. Ve věži se dochovaly tři dubové hlavy.
1. Nově přelitý zvon o výšce 0,95 m o průměru 1,42 m nesl na plášti nápis: „K SRDCÍM JSEM PO 40 / A 300 MLUVIL LET / OHNĚ ŽÁR VZAL MI HLAS / ZNOVU HLÁSAT SLÁVU BOHU / LIDEM ŽAL I RADOST MOHU / PO 5TI LETECH ZAS / NOVÉ PŘELIT JSEM BYL / OD ARNOŠTA DIEPOLDA V PRAZE 1900“ Na druhé straně byl reliéf svatého Václava a pod ním nápis: „KE CTI BOŽÍ A SV. VÁCLAVA“
2. Další zvon byl vysoký 0,75 m o průměru 0,92 m a nesl nápis: „OHNĚM ROZLIT 1895 / ZNOVV PŘELIT JSEM BYL / NAKLADEM NABOŽENSKE MATICE 1900 / OD ARNOŠTA DIEPOLDA V PRAZE“ Na druhé straně byl reliéf Panny Marie a dvouřádkový nápis: „KE CTI NEJSV. TROJICE A / BLAHOSLAVENÉ MATKY BOŽÍ“
3. Zvon 0,64 m vysoký a průměru 0,75 m nesl nápis: „KE CTI SV. FRANTIŠKA SERAF. / ZASVECEN JSEM L. P. 1900 VLIL / ARNOŠT DIEPOLD V PRAZE“ [2]

Dochoval se umíráček, který je zavěšený v krovu věže. Jeho průměr je 0,36 m, hloubka 0,275 m a hmotnost asi 50 kg. Na plášti je reliéf světice a pod ní nápis: „SV. KATEŘINO ORODUJ ZA NÁS“, na protější straně je nápis: „ULIL ARNOŠT DIEPOLD V PRAZE 1900“
V roce 1974 byl přenesen ze zatopené obce Dolní Kralovice z románského kostela svatého Jana Křtitele zvon z roku 1551, který ulil zvonař Jiřík Klabal v Kutné Hoře. Zvon má průměr 1,27 m, vysoký 0,94 m hloubku 0,60 m, hmotnost 1450–1500 kg. V horní části je nápis v minuskuli: „1551 slyss yzdraely ga gsem pan bvoh twvg kterey sem tye wywedl zemye egipske z domv slvzebnosty nebvdess mity bohvw gynssich ale nmie“ 
Dolní nápis v humanistické kapitálce: „NEИY ZADИEHO GYИEHO GMEИA PODEWSSYM ИEBEM SKRZEИIEZBY KDO MOHL SKPASEИY PRZIGYTY KROMIE GMEИO PAИ GEZYSS GYRZIK ZWOИARZ OD HORY KVTИY AMEИ FYИIS“ 
Na zvonu na západní straně jsou dva světci: svatý Petr a svatý Pavel. Mezi světci je třířádkový nápis: „YA HLAS WOLAGYCEI / H0 NA PAUSSTY ZP / RAWTE CZESTY P / ANIE“ Na východní je svatý Jan. Zvon je poháněn elektromotorem.
V jižním okně věže jsou umístěny dva ocelové cymbály o průměru 0,585 m a 0,44 m.

## Galerie

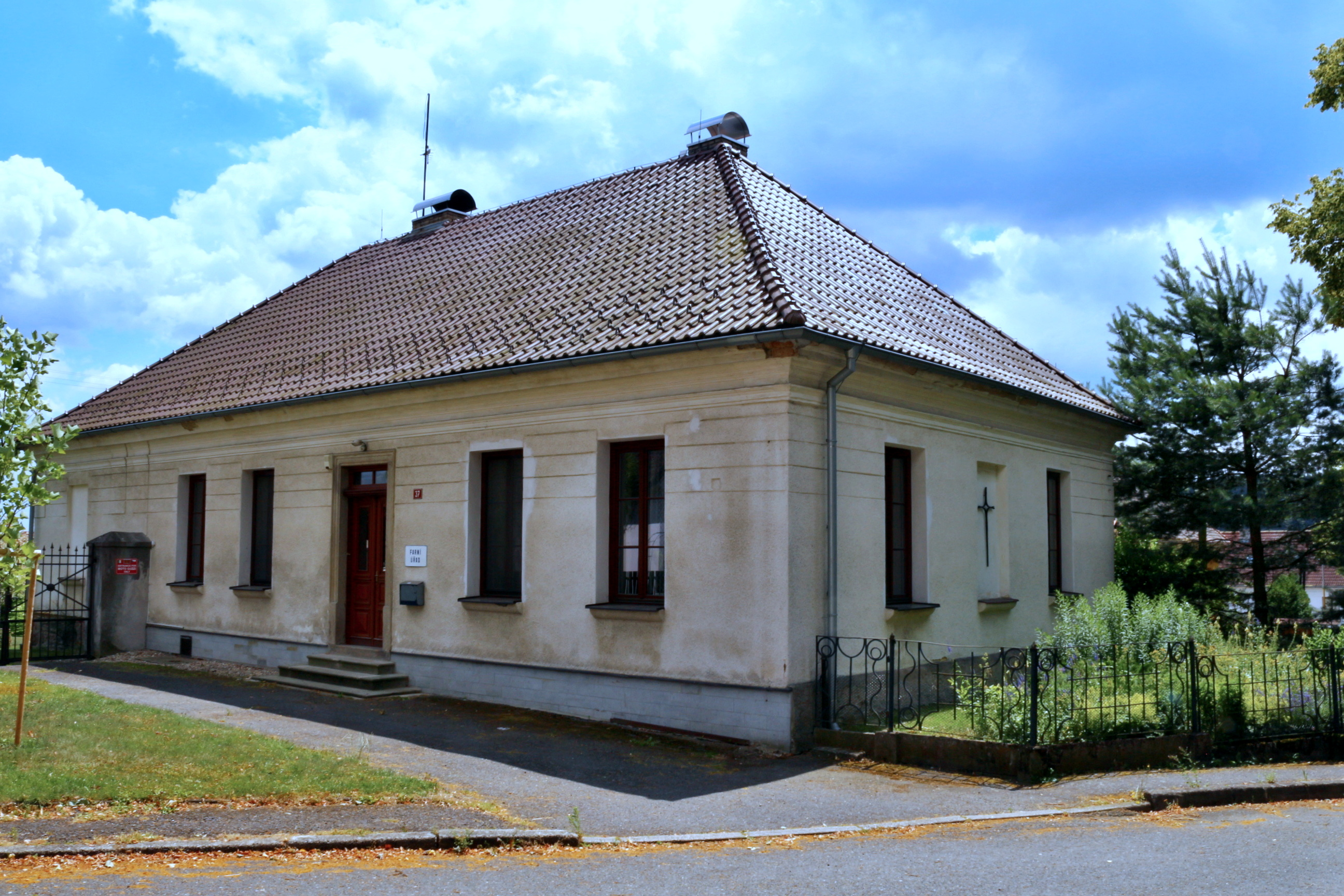
Keblovská fara
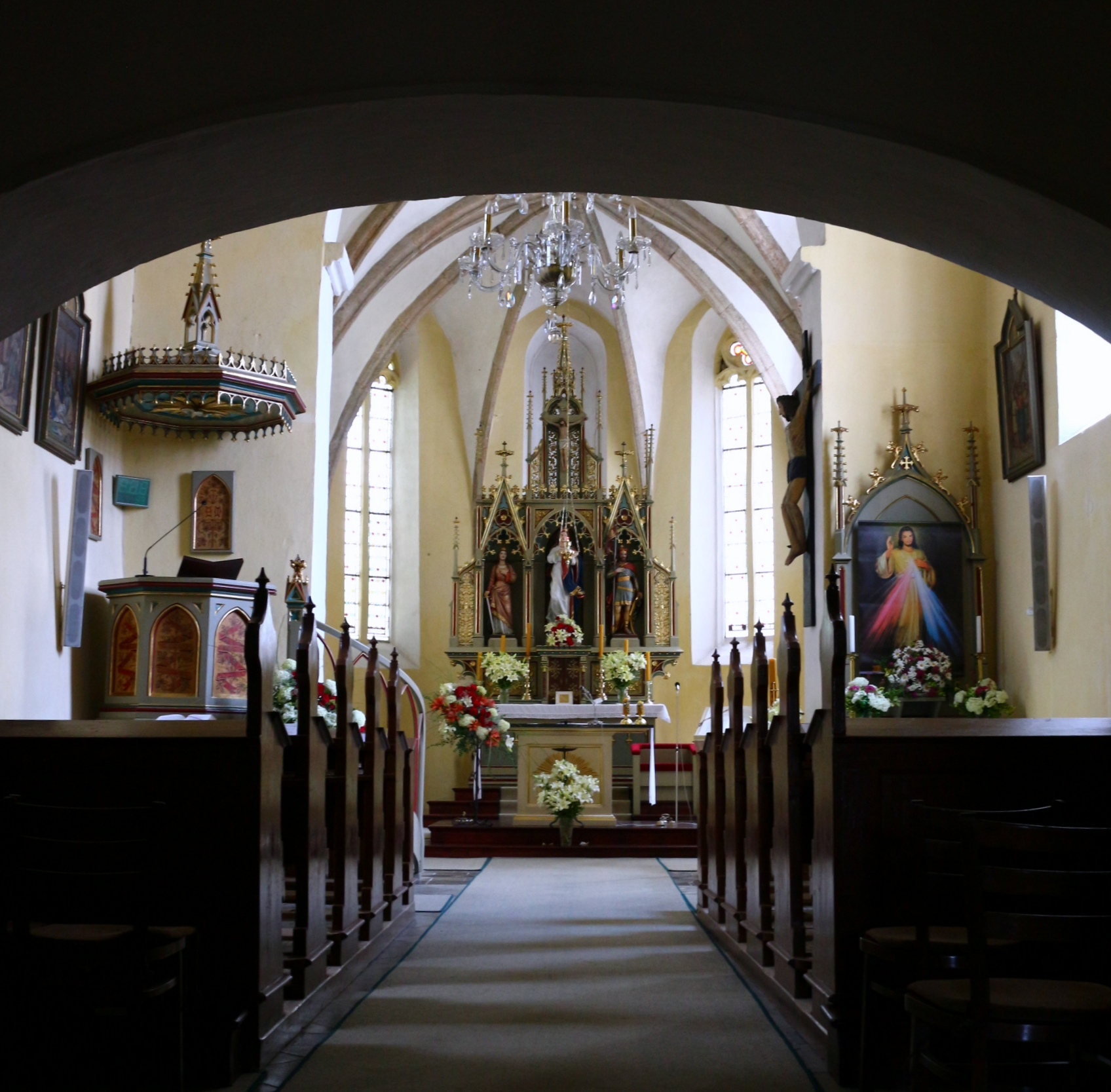
Interiér kostela